# Steven Hoffenberg

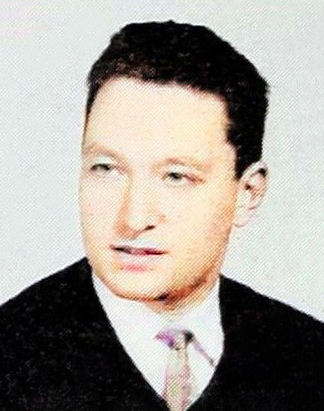
Steven Hoffenberg (1962)

Steven Jude Hoffenberg (* 12. Januar 1945 in Brooklyn; † vor dem 23. August 2022 in Derby, Connecticut) war ein US-amerikanischer Geschäftsmann und verurteilter Betrüger. Er war Gründer, CEO, Präsident und Vorsitzender der Towers Financial Corporation, eines Inkassounternehmens, welches sich später als Ponzi-System entpuppte. Hoffenberg war auch kurzzeitig Eigentümer der Boulevardzeitung New York Post.

## Leben
Steven Hoffenberg wurde am 12. Januar 1945 in Brooklyn als Kind einer jüdischen Familie gemeinsam mit einem Zwillingsbruder, Martin, geboren.

### Laufbahn als Unternehmer
In den frühen 1970er Jahren gründete Hoffenberg die Towers Financial Corporation, ein Inkassobüro in New York City, welches Schulden, die Personen bei Krankenhäusern, Banken und Telefongesellschaften gemacht hatten, aufkaufen sollte, tatsächlich aber ein Ponzi-System unterhielt. Er war Geschäftsführer, Präsident und Vorsitzender des Unternehmens.
Hoffenberg war von Januar bis März 1993 Eigentümer der New York Post. Die Implosion des Towers-Ponzi-Systems beendete seine Amtszeit, die von Massenentlassungen, einem Massenstreik der Belegschaft und ausbleibenden Veröffentlichungen geprägt war. Im Februar leitete die Securities and Exchange Commission (SEC) eine Zivilklage gegen ihn und weitere Personen ein, und im März 1993 meldete Towers Financial Konkurs an. Im April 1995 bekannte sich Hoffenberg schuldig, Anleger um 475 Millionen US-Dollar betrogen zu haben. Die SEC bezeichnete seine Finanzverbrechen damals als „eines der größten Ponzi-Systeme der Geschichte“.
1997 wurde Hoffenberg für seine betrügerischen Aktivitäten zu einer 20-jährigen Haftstrafe sowie einer Geldstrafe in Höhe von einer Million US-Dollar und einer Entschädigung in Höhe von 463 Millionen US-Dollar für die Opfer verurteilt. Er wurde 2013 aus dem Gefängnis entlassen, nachdem er 18 Jahre seiner Haftstrafe verbüßt hatte. Er legte den Zivilprozess mit der SEC gegen eine Zahlung von 60 Millionen Dollar bei.

### Verbindungen zu Jeffrey Epstein
1987 lernte Hoffenberg Jeffrey Epstein über den britischen Waffenhändler Douglas Leese (1927–2011) kennen. Leese war zusammen mit den Saudis Adnan Khashoggi und Prinz Bandar ibn Sultan Al Saud der Architekt des milliardenschweren Al-Yamamah-Waffendeals, des größten Waffendeals, den Großbritannien je abgeschlossen hat und der dem Hauptauftragnehmer BAE Systems zwischen 1985 und 2007 mindestens 43 Milliarden Pfund einbrachte. Dabei wurden Mitglieder der saudischen Königsfamilie und führende saudische Beamte bestochen. Neben Khashoggi hatten mehrere dieser Beamten und königlichen Familienmitglieder enge Beziehungen zu BCCI. Leese pries Epstein bei Hoffenberg mit den Worten an: „Der Typ ist ein Genie, er ist großartig im Verkauf von Wertpapieren. Und er hat keinen moralischen Kompass.“ Hoffenberg stellte Epstein zwischen 1987 und 1993 ein, um ihm bei der Towers Financial Corporation als Berater zu helfen, zahlte ihm 25.000 Dollar pro Monat und gab ihm 1988 ein Darlehen in Höhe von 2 Millionen Dollar, das Epstein nie zurückzahlen musste.

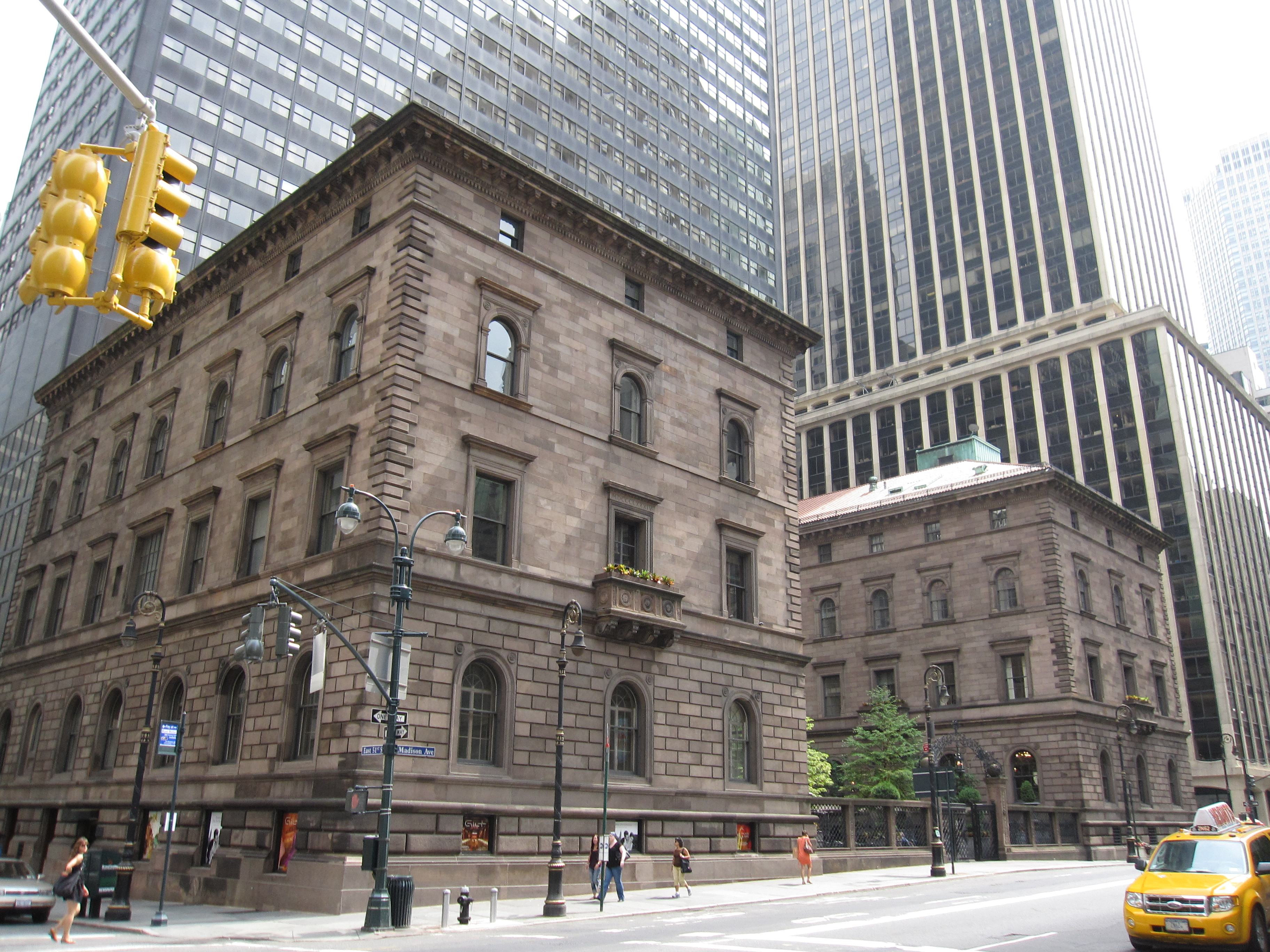
„Villard Houses“ in Manhattans Madison Avenue, von wo aus Epstein viele Jahre seine Unternehmen betrieb

Hoffenberg richtete Epstein Büros in den Villard Houses in Midtown Manhattan ein. Sie versuchten erfolglos, Pan Am im Rahmen einer Firmenübernahme mit Towers Financial als Corporate Raid zu übernehmen. Ihr Versuch scheiterte unter anderem wegen des terroristischen Bombenanschlags auf den Pan-Am-Flug 103 über Lockerbie im Jahr 1988, der letztlich zum Konkurs der Fluggesellschaft beitrug. Ein ähnlicher erfolgloser Versuch wurde 1988 unternommen, um Emery Air Freight zu übernehmen.
Während dieser Zeit arbeiteten Hoffenberg und Epstein eng zusammen und reisten mit Hoffenbergs Privatjet um die Welt. Hoffenberg begann, die Gelder von Towers Financial zu verwenden, um frühere Investoren auszuzahlen und einen verschwenderischen Lebensstil zu finanzieren, zu dem eine Villa in Locust Valley auf Long Island, Häuser am Sutton Place (in Manhattan) und in Florida sowie eine Reihe von Autos und Flugzeugen gehörten.
In Gerichtsdokumenten behauptete Hoffenberg, Epstein sei eng in das Betrugssystem verwickelt gewesen. So soll Epstein ihm geholfen haben, Milliarden US-Dollar für sein Betrugssystem einzusammeln. Epstein verließ Towers Financial, bevor es zusammenbrach, und wurde nie wegen seiner Beteiligung an dem massiven Anlegerbetrug angeklagt.
Im Jahr 2016 verklagten Hoffenberg und einige seiner Opfer Epstein und forderten eine Entschädigung. Vor Gericht behauptete er, Epstein sei eng in die Finanzpraktiken von Tower involviert gewesen, und bezeichnete ihn als „Architekt des Betrugs“. Im Juli 2019, nach Epsteins Verhaftung wegen seiner im Zusammenhang mit Minderjährigen stehenden Sexualverbrechen, behauptete Hoffenberg erneut, Epstein sei sein „nicht angeklagter Mitverschwörer“ bei dem Betrug gewesen. Ehemalige Towers-Investoren erhoben in einer im August 2018 eingereichten Klage ähnliche Vorwürfe. In der Klage wurde auch behauptet, dass die gestohlenen Investitionen in Millionenhöhe das Startkapital für Epsteins Hedgefonds waren, der auf 50 Milliarden US-Dollar geschätzt wurde.

## Persönliches und Tod
Hoffenberg war dreimal verheiratet und Vater einer Tochter.
Er wurde am 23. August 2022 im Alter von 77 Jahren tot in seiner Wohnung in Connecticut aufgefunden. Die Epstein-Anklägerin Maria Farmer sagte, sie habe die Polizei angerufen, damit die nach Hoffenberg sehe, nachdem sie ihn in der vorangegangenen Woche telefonisch nicht hatte erreichen können. Seine Leiche befand sich in einem fortgeschrittenen Zustand der Verwesung, und ein Polizeibeamter aus Derby schätzte, dass er bereits seit etwa einer Woche tot war, als seine Überreste gefunden wurden. Eine erste Autopsie ergab keine Anzeichen eines Traumas an seinem Körper, und die Polizei gab bekannt, sie vermute, dass er eines natürlichen Todes gestorben sei. Er war kurz vor seinem Tod positiv auf COVID-19 getestet worden.